# Wierum (Frise)
Pour les articles homonymes, voir Wierum.
Wierum est un village de la commune néerlandaise de Noardeast-Fryslân, situé dans la province de Frise.
Mettez aussi la langue parlée

## Géographie

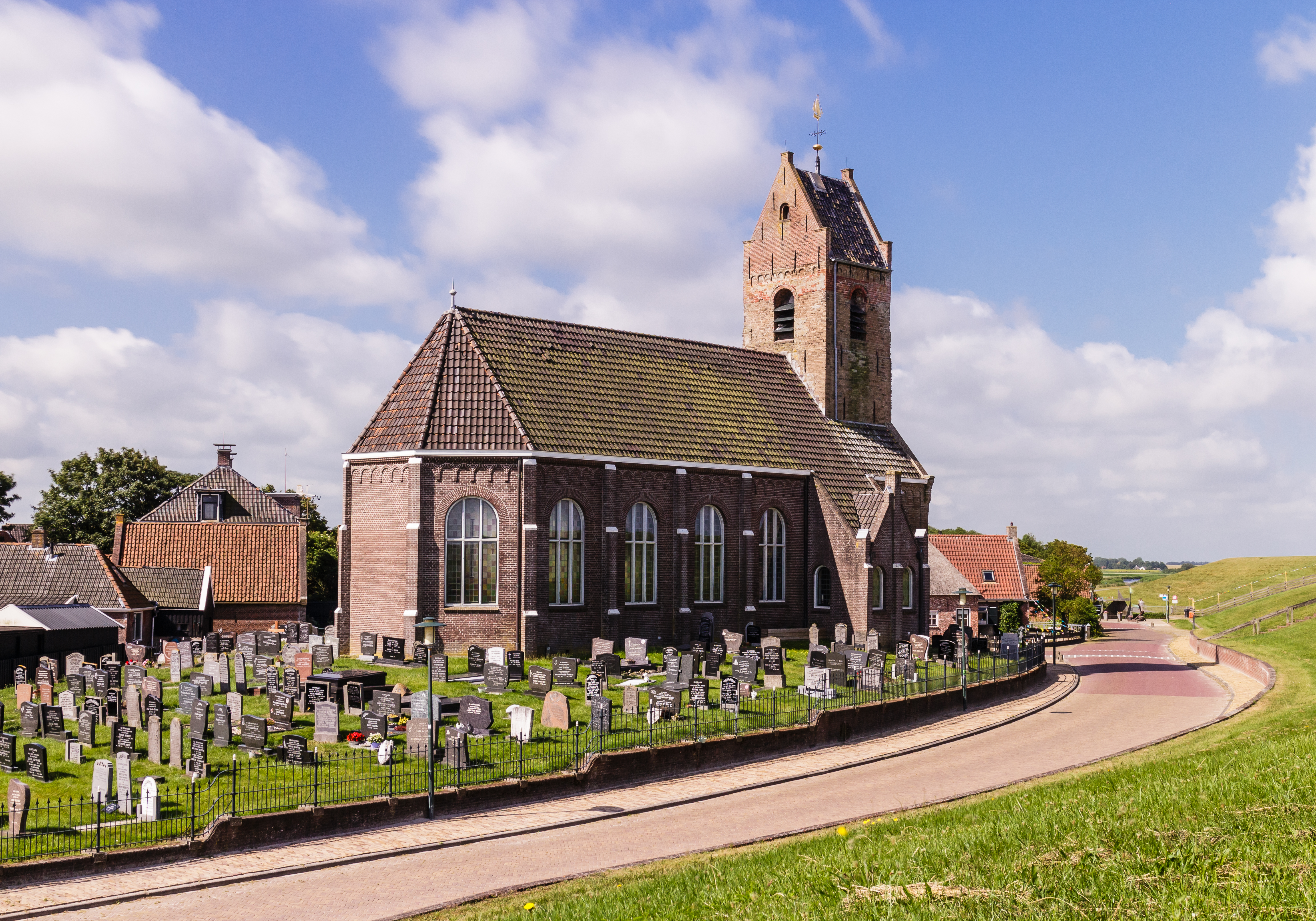
Mariakerk à Wierum, depuis le mur côtier. Juillet 2023.

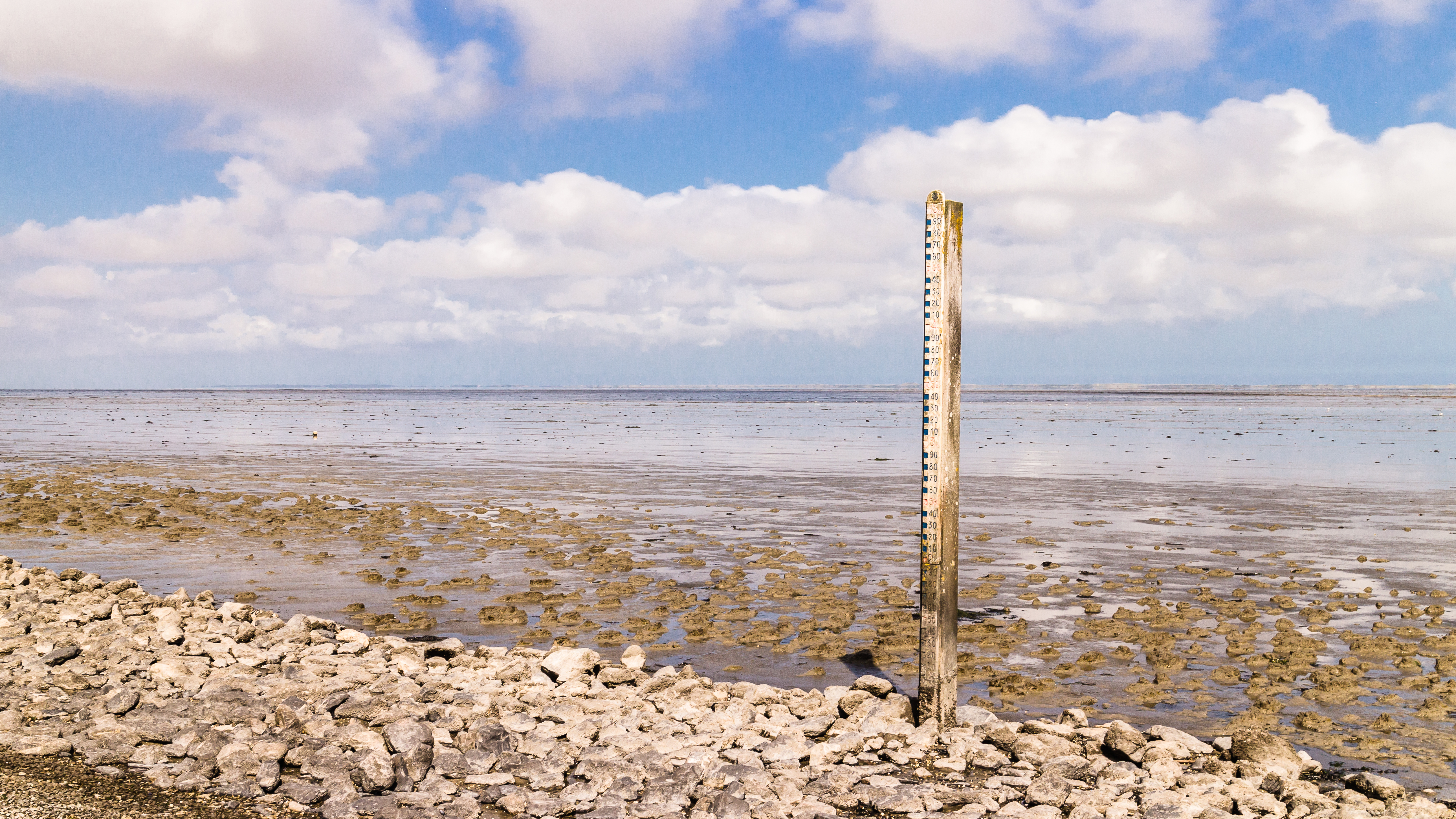
La mer des Wadden à Wierum, avec une jauge de hauteur d'eau. Juillet 2023.

Le village est situé dans le nord de la Frise, au bord de la mer des Wadden, à 8 km au nord-est de Dokkum.

## Histoire
Wierum fait partie de la commune de Westdongeradeel avant 1984 puis de Dongeradeel avant le 1er janvier 2019, où celle-ci est supprimée et fusionnée avec Ferwerderadiel et Kollumerland en Nieuwkruisland pour former la nouvelle commune de Noardeast-Fryslân.

## Démographie
Le 1er janvier 2018, le village comptait 325 habitants.

## Personnalités célèbres liées à la ville
- Meindert DeJong